# 3e régiment de tirailleurs tonkinois
Pour les articles homonymes, voir 3e régiment.
Le 3e régiment de tirailleurs tonkinois (3e RTT) est un régiment constitué sous la IIIe République. Il combattit notamment lors de la Seconde Guerre mondiale, pendant laquelle il disparut, anéanti par les forces japonaises.

## Création et différentes dénominations
- 1880 : Création de compagnies de tirailleurs tonkinois
- 1885 : création du 3e régiment de tirailleurs tonkinois (décret du 28 juillet 1885);
- 1er octobre 1929 : le 4e bataillon est détaché du régiment pour former le Bataillon Thô[réf. nécessaire]
- 2 avril 1945 : considéré comme dissous après l'attaque surprise des Japonais au Nord de l'Indochine et la destruction du régiment.

## Chefs de corps
- Octobre à novembre 1892 : colonel Joseph Gallieni[1]

## Historique des garnisons, combats et batailles du3eRTT

### De 1885 à 1914
Le régiment est créé à Bắc Ninh le 28 juillet 1885, avec un encadrement provenant du 4e régiment d'infanterie de marine.

### De 1914 à 1939

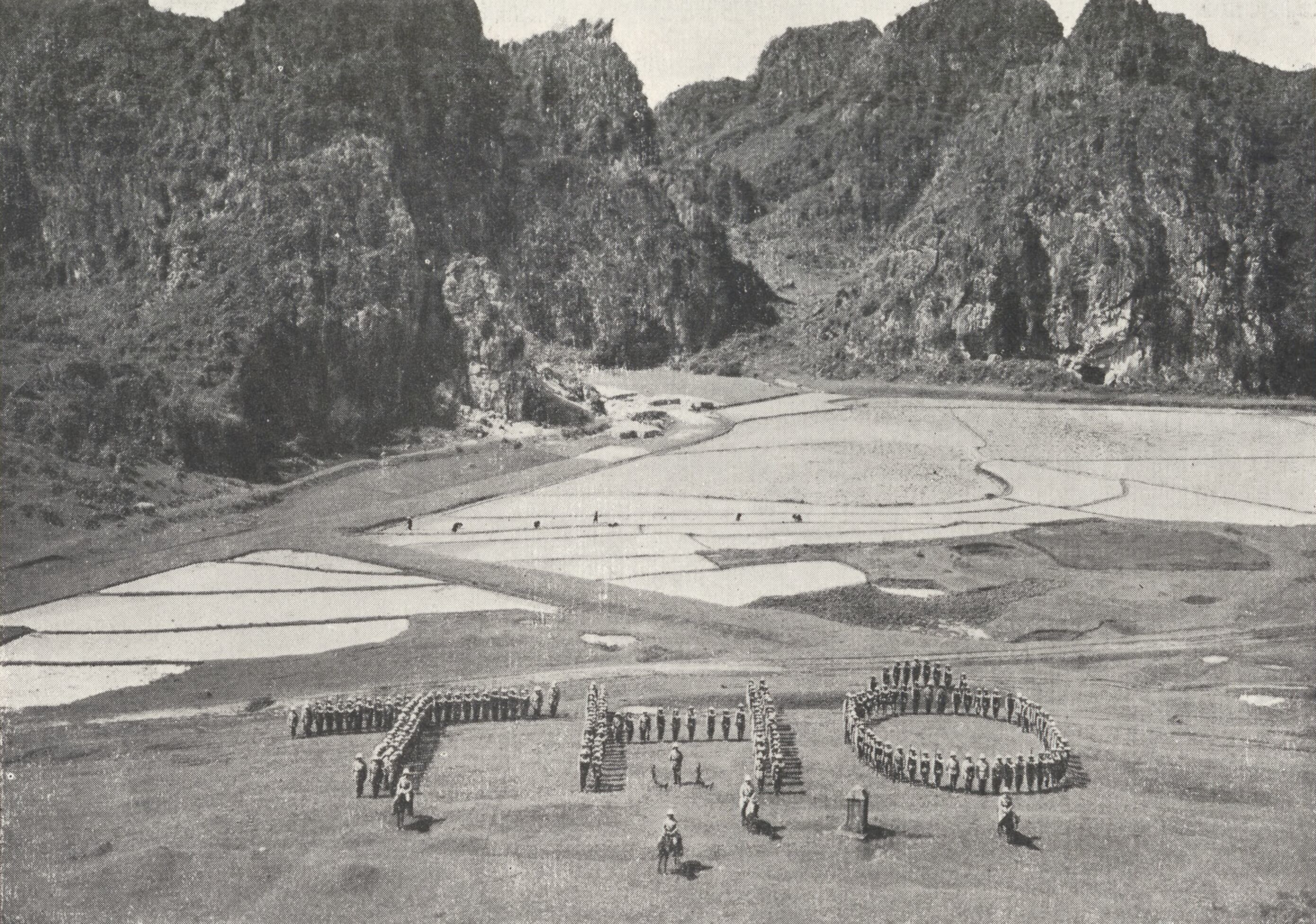
Le bataillon Thô (4e bataillon) à Lang Son, vers 1929-1930.

Au début des années 1930, le régiment fait partie de la division du Tonkin et est réparti ainsi :
- État-major régimentaire, état-major et trois compagnies du 1er bataillon à Bac Ninh ;
- Une compagnie du 1er bataillon à Phu Lạng Thuong ;
- état-major, une compagnie et compagnie de mitrailleurs du 2e bataillon, ainsi que le 4e bataillon, formé de montagnards Thôs (en), à Lạng Son ;
- une compagnie du 2e bataillon à Loc Binh (vi) ;
- une compagnie du 2e bataillon à That Ké (vi) ;
- une compagnie du 2e bataillon à Dong Dang ;
- état-major, une compagnie et compagnie de mitrailleurs du 3e bataillon à Cao Bang ;
- une compagnie du 3e bataillon à Trung Khanh (en) ;
- une compagnie du 3e bataillon à  Quang Uyen (en) ;
- une compagnie du 3e bataillon à Nguyen Binh (en) ;
- une compagnie du 3e bataillon à Bao Lac (en).

### Seconde Guerre mondiale
Le 1er septembre 1939, le régiment compte toujours quatre bataillons, répartis à Bắc Ninh, Lạng Sơn, Cao Bằng et dans 2e territoire militaire.
- 22-29 septembre 1940 : défense du secteur de Lạng Sơn lors de l'invasion japonaise de l’Indochine.
  - Le bataillon Thô se désagrège et disparait le 24 au soir après avoir combattu avec acharnement pendant la journée[5],[6],[7].
- 1er décembre 1940-28 janvier 1941 : campagne contre la Thaïlande (au sein de la division de Cochinchine-Cambodge)
- 1942 : garnison à Đáp Cầu, Lạng Sơn, Cao Bằng, et Kỳ Lừa
- 1er mars 1945 : plusieurs compagnies occupent la ligne Mordant, à la frontière chinoise
- 9 mars-13 mars 1945 : destruction d'une grande partie du 3e RTT par une attaque surprise lors du coup de force japonais de 1945 en Indochine dans le secteur de Lạng Sơn. Des éléments du 2e bataillon résistent au poste de Binhi jusqu'au 2 avril.

## Drapeau
Le drapeau du régiment lui est remis par le président Poincaré le 14 juillet 1913 lors de la revue de Longchamp.
Il porte, cousues en lettres d'or dans ses plis, les inscriptions suivantes:
- Sontay 1883
- Bac-Ninh 1884
- Langson 1884
- Tuyen-Quan 1885
- Hoa-Moc 1885

## Insigne
L'insigne régimentaire représente un paysage tonkinois protégé par un canon.

## Personnalités ayant servi au3eRTT
- Étienne François Maurice Guérin, comme sous-lieutenant en 1887 ;
- Joseph Aymerich, comme capitaine en 1891 ;
- Charles Rondony, comme capitaine en 1891 ;
- Joseph Gallieni, comme colonel en 1892 ;
- Paul Legentilhomme, comme lieutenant en 1909 ;
- Pierre Marius L'officier, comme capitaine en 1914 ;
- Raoul Salan, comme lieutenant en 1924 ;
- Marcel Deslaurens, comme chef de bataillon en 1926 ;
- Roger Trinquier, comme lieutenant en 1937.

### Sources et bibliographie
- 1883 - Sontay
- Maurice Rives et Éric Deroo, Les Lính tập: histoire des militaires indochinois au service de la France, 1859-1960, Lavauzelle, 1999 (ISBN 978-2-7025-0436-9, lire en ligne).